# Eremophila obliquisepala
Eremophila obliquisepala är en flenörtsväxtart som beskrevs av Chinnock. Eremophila obliquisepala ingår i släktet Eremophila och familjen flenörtsväxter. Inga underarter finns listade i Catalogue of Life.